# Хамиси, Абд ар-Рахман
Абд ар-Рахман Абд аль-Малик аль-Хамиси Мурад (араб. عبد الرحمن الخميسي‎; 13 ноября 1920 — 1987), — египетский поэт и прозаик, колебавшийся между различными жанрами искусства (поэзия, историческая проза, театр, журналистика, радиопостановки, кинематография, оперетты и даже сочинение музыки и песен). Был известен также как общественный деятель и диктор-«обладатель золотого голоса». Отец поэта и журналиста Ахмеда Хамиси.

## Жизнь
Родился 13 ноября 1920 года в Порт-Саиде . Он учился в средней школе Аль-Кобба в Мансуре, но не закончил там свое обучение. В раннем возрасте Аль-Хамиси начал писать стихи, которые публиковались крупнейшими литературными журналами того времени, такими как «Аль-Рисала» профессора Ахмеда Хасана Аль-Зайята и «Культура» профессора Ахмеда Амина. Затем он принял решение переехать в Каир в 1936 году, и там обстоятельства вынудили его работать продавцом в продуктовом магазине, корректором в типографии, учителем в частной школе. Позже он вошел в мир журналистики, присоединившись к газете «Аль-Масри», где работал до революции 1952 года.
В годы Второй мировой войны сочувствовал антифашистскому движению, в послевоенный период — в рядах национально-освободительного и демократического движений. Сборники рассказов Хамиси: «Глубина» (1949), «Глас народа» (1952), «Окровавленные рубашки» (1953), «Мы не умрём» (1953), «Огненные ветры» (1954), «Эта кровь не высохнет» (1956) — отражали стремление египетского общества, особенно его бедных слоёв, к новому миру.
Когда после революции газета «Аль-Масри» была закрыта, Аль-Хамиси был арестован и оставался в тюрьме с июня 1953 года до середины декабря 1956 года из-за своих призывов придерживаться демократии в партийной жизни. После освобождения он устроился в газету «Аль-Джумхурия», а на радио поставили несколько успешных сериалов его авторства, самый известный из которых — «Хасан и Найма», который затем был преобразован в фильм и признан критиками египетской «Историей Ромео и Джульетты».
Он перешел к арабизации опер и оперетт, а затем — к созданию и режиссуре фильмов. В дополнение ко всему этому, Аль-Хамиси продолжал свою журналистскую и литературную деятель, открывая путь для новых талантов, таких как писатель Юсеф Идрис и актриса Суад Хосни. Особое впечатление произвела экранизация его романа — фильм Юсефа Шахина «Земля наших отцов».
По политическим мотивам Аль-Хамиси был вынужден покинуть Египет и отправиться в эмиграцию — в долгое путешествие из Бейрута в Багдад, а затем через Ливию, Рим и Париж в Москву, где он провёл остаток своей жизни. Находясь в изгнании, участвовал в движении писателей стран Азии и Африки, в конференциях сторонников мира, в работе Постоянного секретариата Общеарабского народного конгресса.
После смерти в апреле 1987 года его тело было перевезено для захоронения в Мансуре, согласно его последней воле.

## Признание
Творчество Хамиси получило общеарабское признание, отмечавшее народные мотивы, лиризм и страстный гражданский пафос, характерные для его поэзии: сборников «Людские страсти» (1958), «Следы и огонь» (1962), «Диван аль-Хамиси» (1970), «Книга любви» (1970, русский перевод 1980), «Я отвергаю» (1972), «Мелодии рыцарю Месопотамии» (1975), «Шесть красных гвоздик в дар Москве» (1975), «Египет любви и революции» (1980). Помимо стихов, романов, пьес и киносценариев, был автором публицистической книги «Борцы» (1951).
В 1980 ему была присуждена Международная Ленинская премия «За укрепление мира между народами» (сборник стихов «Египет любви и революции»). Луи Авад считал его «последним из великих романтиков». Произведения Аль-Хамиси были переведены на многие языки, включая английский, русский, французский и другие, и стали предметом докторских диссертаций в нескольких европейских университетах.

## Русские переводы
- Монолог, М., 1973;
- Клятва, М., 1979;
- Мятежная надежда, М., 1982.